# Francis Matthews
Francis Matthews, född 2 september 1927 i York i Yorkshire, död 14 juni 2014, var en brittisk skådespelare.
Han började sin karriär som 17-åring vid Leeds repertoarteater och agerade i filmer från 1956. Bland de filmer han medverkat i märks Frankensteins blodiga hämnd (1958), That Riviera Touch (1966), Prinsessa på vift (1987) och Do Not Disturb (1999). Mest känd för huvudrollen i TV-deckaren Paul Temple (1969–1971), som även var mycket populär i Sverige.

## Filmografi (urval)
- 1964 – Snusdosan
- 1965 – Agent M.I.5 anropar
- 1967 – Just Like a Woman
- 1970 – Champagne Rose är död